# Rebecq
Rebecq (wa.  R'bek, pcd. Ribek) – miejscowość i gmina (commune) w środkowej Belgii, w Regionie Walońskim, w prowincji Brabancja Walońska, w okręgu Nivelles. 1 stycznia 2024 r. liczyła 11 133 mieszkańców.

## Podział administracyjny
W skład gminy wchodzą dwie dzielnice (section):
- Bierghes (Bierk)
- Quenast

## Współpraca
Miejscowość partnerska:
- Monghidoro, Włochy